# Hipsifrone
El llibre titulat Hipsifrone és el text número quatre del Còdex XI dels Manuscrits de Nag Hammadi. (NHC XI, 69-72). Escrit en llengua copta, el text és el més breu de tots els documents trobats a Nag Hammadi i s'ha conservat molt fragmentat. Se suposa que el llibre és una "revelació" però donat el seu estat tant fragmentari no es té una idea exacta del seu contingut. La seva composició es pot datar sobre l'any 350.

## Contingut
Hipsifrone és un escrit de revelació semblant a altres diàlegs de revelació dels gnòstics. Els conceptes que utilitza no són pròpiament de la secta dels setians, però Hipsifrone es mou dins l'entorn setita de la gnosi. La lletra és clarament de la mateixa mà que el text d'Al·logenes, que també forma part del Còdex XI.
Es conserven quatre fragments grans i dos de més petits, que tracten d'una dona anomenada Hipsifrone (que es podria traduir com "la orgullosa"), que explica el que li ha passat. Ha fet cap al món des del lloc de la seva virginitat, i manté una conversa amb un cert Fainopes (el que brilla). El text diu que el diàleg té a veure amb la sang i el foc, i se suposa que fa referència a la sexualitat i la reproducció. Fainopes no és mencionat en cap altre text dels Manuscrits de Nag Hammadi. El preludi insinua que Fainopes és un germà d'Hipsifrone. Hipsifrone apareix també a l'Exposició Valentina, un altre text del mateix Còdex XI.
El text es pot dividir en tres parts:
Un Preludi breu (69,22 - 31). L'arribada d'Hipsifrone al món des del lloc de la seva virginitat (69,32 - 70,24). La conversa entre Hipsifrone i Fainopes que s'acaba quan ella torna al seu lloc (70,25).
La figura d'Hipsifrone recorda el concepte de Sofia dins del gnosticisme, una figura femenina representant de l'ànima humana i també un dels aspectes femenins de Déu.